# 小行星10835
小行星10835（10835 Fröbel）是一颗绕太阳运转的小行星，为主小行星带小行星。该小行星于1993年11月12日发现。

## 轨道参数
小行星10835的轨道半长轴为2.3096260 UA，离心率为0.071。